# PGC 27784
UGC 5189 ist eine irreguläre Galaxie vom Hubble-Typ Irr im Sternbild Löwe. Sie ist rund 138 Millionen Lichtjahre von der Milchstraße entfernt.